# Colí elegant
El colí elegant (Callipepla douglasii) és una espècie d'ocell de la família dels odontofòrids (Odontophoridae) que habita zones de matoll i arbustos espinosos de l'oest de Mèxic des del nord de Sonora fins al nord-oest de Jalisco.